# Носири-Хусравский район
Район Носири Хусрав или Носири-Хусравский район (тадж. Ноҳияи Носири Хусрав) — административный район в Хатлонской области Республики Таджикистан. Районный центр — село Бахори.
Образован как Бешкентский район Постановлением №246 Маджлиса Оли Республики Таджикистан от 2 февраля 1996 года путём разукрупнения Шаартузского района. Постановлением Маджлиси милли Маджлиси Оли Республики Таджикистан №499 от 12 февраля 2004 года переименован в честь таджикско-персидского поэта, философа и религиозного деятеля Насира Хосрова (тадж. Носири Хусрав).

## География
Расположен на крайнем юго-западе Хатлонской области, на стыке границ Таджикистана с Узбекистаном и Афганистаном.

## Население
Население по оценке на 1 января 2015 года составляет 34 000 человек (100% — сельское).
| Численность населения | Численность населения | Численность населения | Численность населения | Численность населения | Численность населения | Численность населения | Численность населения |
| 2003                  | 2004                  | 2005                  | 2006                  | 2007                  | 2008                  | 2009                  | 2019                  |
| --------------------- | --------------------- | --------------------- | --------------------- | --------------------- | --------------------- | --------------------- | --------------------- |
| 24 300                | ↗25 000               | ↗25 800               | ↗26 600               | ↗27 400               | ↗28 200               | ↗29 600               | ↗38 400               |
| 2020                  | 2021                  | 2022                  |                       |                       |                       |                       |                       |
| ↗39 300               | ↗44 200               | ↗45100                |                       |                       |                       |                       |                       |

## Административное деление
В состав района входят 3 сельские общины (тадж. ҷамоат)
| Сельская община | Население |
| --------------- | --------- |
| Тахти Хусрав    | 11,796    |
| Хуталон         | 9,820     |
| Гандждех        | 13,935    |

Крупнейшими населёнными пунктами района являются сёла Сангоба (6100), Бахори (6000), Бешкаппа (5100).
Главой Носири-Хусравского района является Председатель Хукумата, который назначается Президентом Республики Таджикистан. Главой правительства района является Председатель Хукумата. Законодательный орган района — Маджлис народных депутатов, который избирается всенародно на 5 лет.

## Достопримечательности
Кей-Кобад Шах — древний город, существовавший в период со II века до н. э. до II—III веков.